# 刘邺
刘邺（830年代—881年1月24日？），字漢藩，唐朝官员，在唐懿宗、唐僖宗父子年间任宰相。

## 家世
刘邺生年不详，润州句容县人，父劉三復在李德裕三度为浙西节度使时长期担任其掌书记。唐武宗时，李德裕成为权相，刘三复在他手下官至刑部侍郎。会昌四年（844年），故昭义节度使刘从谏的养子也是亲侄子刘稹反叛朝廷刚被平定，朝议想赦免刘从谏遗孀裴氏，法司则定罪认为裴氏有助乱之举，在李德裕命令下，刘三复上表指裴氏应该伏法，获准。上表不久，刘三复病亡。
刘三复去世时，刘邺才五六岁，已能背诗，李德裕出于怜爱，带他回家和诸子一同学习。六年（846年），武宗驾崩，皇叔唐宣宗继位，李德裕失势被贬。刘邺失去靠山，在长江、钱塘江地区游荡，作文養活自己。他的写作才能在当地闻名了，他的文章被人们称诵。

## 早期仕途
高少逸任陝虢观察使时，署为团练推官。高少逸调任镇国军时，也辟署刘邺。后来，刘邺被召回京城长安为秘书省校書郎。

## 唐懿宗年间
唐懿宗咸通元年（860年），在亡父故人劉瞻和高璩推荐下，刘邺任左拾遺。二月，以右拾遗充翰林学士。后转尚书郎中知制诰，正拜中书舍人、学士承旨。先前李德裕贬死珠崖，宣宗大中年间令狐綯当权，即使有大赦天下，李德裕也不蒙恩赦。九月，令狐綯正在藩镇为节度使，刘邺趁郊天大赦时上奏议论李德裕的贡献并讲述了李德裕贬死后家人四散的情况，请求对李德裕予以赠恤。十月，懿宗下诏追复了李德裕的生前官职太子少保和卫国公爵位，赠左仆射。世人都称赞刘邺的义气。进户部侍郎。十一年（870年）正月，以兵部侍郎判度支。八月，懿宗因爱女同昌公主病故而处死了待诏韩宗绍等用药者，逮捕了他们的亲族三百余人，时任宰相的刘瞻为他们求情，刘邺却不顾举荐之恩，和同昌公主的丈夫韦保衡和宰相路巖一同诬陷刘瞻，刘瞻被贬。
十二年（871年），刘邺又以本官领诸道盐铁转运使。十月，他任禮部尚書，授同中書門下平章事，为实质宰相，又判度支，转中书侍郎，兼吏部尚书，累加太清宫使、弘文馆大学士，兼门下侍郎。

## 唐僖宗年间
十四年（873年）七月，唐懿宗驾崩，年轻的儿子继位为唐僖宗。迁刘邺尚书左仆射。乾符元年（874年）五月，刘瞻被召回并再度拜相，刘邺害怕。八月，刘邺请刘瞻来盐铁院赴酒宴后，刘瞻回去即患病，不久病亡，人们普遍怀疑是被刘邺鸩杀。
此后，萧倣和崔彦昭成为首席宰相，都不喜欢刘邺。在他们指示下，十月，刘邺被遣出京，为检校尚书左仆射、同平章事、兼扬州大都督府长史、充淮南节度观察副大使、知节度事。刘邺在朝堂听到宣诏，在通事引领下来不及拿笏板，前去内殿向僖宗谢恩时，读了一首自己写的诗：“霖雨无功，深愧代天之用；烟霄失路，未知归骨之期。”僖宗听了也感到伤感。在任上辟杜让能掌记室、张祎为宾佐，依法处置用巫蛊之道的人，致使以符药谋生的吕用之逃到江浙。三年（876年）十二月，王仙芝农民军攻打淮南，刘邺向朝廷求援，僖宗命感化军节度使薛能选精兵数千相助。六年（879年）十月，时值黄巢农民军渡淮南下，僖宗又命浙西节度使高骈取代刘邺，召刘邺回长安，又除凤翔尹、凤翔陇右节度使。刘邺因病坚辞，改拜左仆射。
广明元年（880年）十二月，黄巢农民军攻陷长安，自称大齐皇帝。僖宗逃往成都。刘邺时为右仆射，来不及随驾，和时任宰相豆卢瑑和崔沆躲在左金吾大将军张直方家。张直方公开投降黄巢，却把很多唐朝官员秘密藏在家中。齐军加紧搜索唐朝官员时，刘邺和豆卢瑑、崔沆趁夜逃跑，但都被抓住。黄巢给他们官职，他们却称病拒绝了，于是被杀。一同遇害的还有张直方和前左仆射琮、太子少师裴谂、御史中丞赵濛、刑部侍郎李溥、京兆尹李汤、廣德公主。张直方家被夷灭。死者共计百余人。
刘邺子刘覃当时也避祸于张直方家，也被害。僖宗回长安后，厌恶刘覃的人说他托附逆党，不以义而死，要让三司详细审理其罪。张祎时任刑部尚书，上表章申辩刘覃与父都被黄巢所杀，怎是附逆？刘覃一家获洗雪，刘覃也得赠官。
早在咸通年间，就有善言祸福的制定历法者在被问及最近宰相多不至四五的缘故时答：“紫微星正有灾，宰相们也不免。”后来宰相杨收、韦保衡、路巖、卢携、刘邺、于琮、豆卢瑑、崔沆都不得善终。

## 争议记载
史书及计有功《唐诗纪事》载，刘邺年轻时曾把文章送给官员郑洎，被郑洎的儿子郑仁表兄弟嗤笑鄙夷。刘邺为宰相后，时任起居郎的郑仁表以罪被贬岭南而死。但刘邺咸通十四年（873年）已经罢相，而咸通十五年（874年）及乾符六年（879年）末郑仁表分别作《孔纾墓志》和其姑的《李珪妻郑氏墓志》时仍自称“镇海军节度掌书记、将仕郎、殿中侍御史内供奉、赐绯鱼袋”。史书记载或误。

## 作品
- 《甘棠集》三卷[22]
- 《刘邺集》四卷[23]

## 评价
- 《旧唐书》史臣曰：杨（收）、刘（邺）、曹（确）、毕（諴）诸族，门非世胄，位以艺升，伏膺典坟，俯拾青紫[4]。

## 子
- 刘希，字至颜
- 刘覃，字致君，校书郎，一同被害于张直方家